# 孙家广
孙家广（1946年1月4日—），男，汉族，江苏镇江人，中国计算机软件、计算机应用、计算机图形学和计算机辅助设计专家，中国工程院院士，清华大学教授、博士生导师，现任清华大学信息学院、软件学院院长。清华大学学术委员会副主任，清华大学信息科学技术国家实验室（筹）主任。

## 生平
1970年，毕业于清华大学自控系，留校后在清华大学计算机系任教。
1977年和1984年两度出国。1986年，美国硅谷一家软件公司任总工程师。1991年，美国波士顿一家公司里做技术管理。
返回清华，投身计算机CAD研究，成功研制了中国第一套可以兼容并很好支撑AUTOCAD上开发应用的CAD支撑软件。1993年，将科研投入商业，建立北京高华CAD软件公司。1997年，建立清华英泰信息技术中心（清华大学企业集团的辖属企业），同时作为“国家CAD应用支撑软件工程中心”。1999年5月8日，任清华同方软件股份有限公司筹备组负责人，2000年6月28日清华同方正式成立。
1999年，当选为中国工程院院士。
2003年，建立北京清软英泰信息技术有限公司，成为国内领先的TiPLM/PLM行业解决方案供应商。

## 社会兼职
- 国家自然科学基金委员会主任、党组成员
- 中国工程图学学会理事长
- 中华人民共和国教育部计算机科学与技术教指委副主任，软件工程教指委主任
- 国家企业信息化应用支撑软件工程技术研究中心主任
- 十五国家863计划先进制造与自动化领域专家委主任
- 国务院学位委员会委员，学位委员会学科评议组成员

## 学术成就
孙家广院士在清华大学长期从事计算机图形学、计算机辅助设计（CAD）及管理技术与系统以及软件工程与系统的教学与研究。
他负责研制了有中国自主知识产权的计算机辅助设计绘图、三维产品与工程造型及数字建模、集成化CAD/CAM支撑软件、工程图档电子化管理、企业资源调度和产品数据管理系统等六种大型软件，并在科技成果转化方面取得了显著成效。还研制了产品数据全生命周期管理系统（PDM／PLM）及企业信息化集成系统（EIS）等大型软件。
孙家广院士致力于教学改革，提倡建立了国家示范性软件学院。

## 外部連結
- 导师评价网上的孙家广（中文）